# Kupferraffination

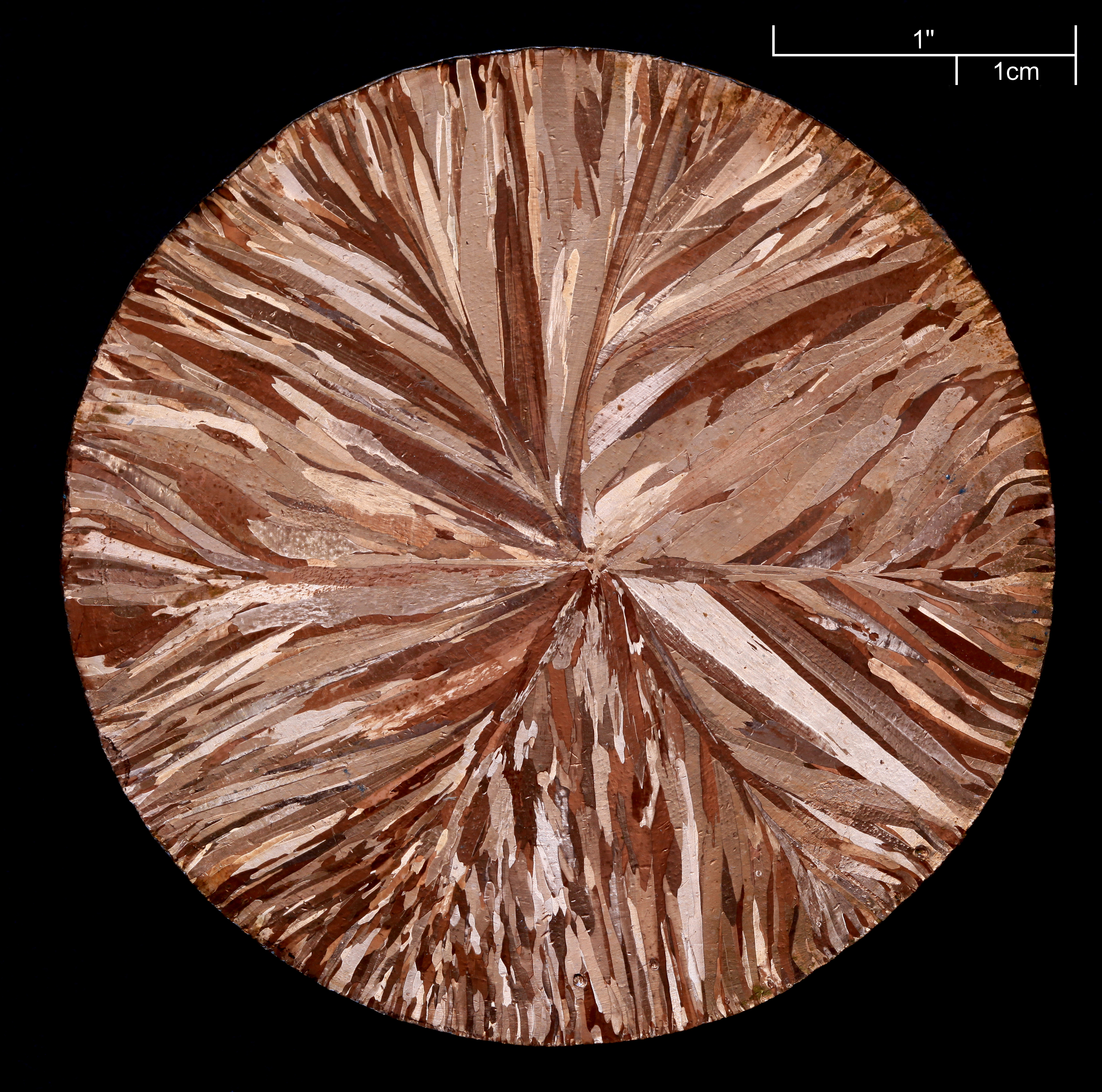
Kupferscheibe nach dem Stranggussverfahren hergestellt, geätzt, Durchm. ca. 83 mm, Reinheit ≥ 99,95 %.

Kupferraffination bezeichnet ein technisches Verfahren zur Gewinnung und Reinigung von Kupfer.

## Vorkommen
Kupfer kommt in der Natur als gediegenes Metall vor, das vor allem in Nordamerika, Chile und Australien zu finden ist. Im gebundenen Zustand kommt es als Erz in Form von Sulfiden (z. B. Covellin und Buntkupferkies), Oxiden (z. B. Cuprit), Karbonaten (z. B. Malachit und Azurit), Chloriden und Arseniden vor. Besonders reiche Lager an Kupfererzen finden sich in den USA, in Kanada, Russland, Chile (weltgrößter Produzent), im südöstlichen Kongogebiet, im Iran (Kerman (Provinz)) und in Sambia.

## Anreicherung
Die Kupfererze besitzen einen relativ geringen Kupfergehalt, daher müssen sie durch Flotation (Schwimmaufbereitung) angereichert werden. Dabei werden die zermahlenen Erze mit Wasser verrührt. Metallsulfide und Metalloxide, welche eigentlich hydrophil sind, stoßen aufgrund der hydrophobisierten Oberfläche durch Tenside Wasser ab, während die Gesteine der Gangart (Quarz, Silikate) leicht benetzt werden. Durch Zugabe verschiedener Chemikalien, genannt Schäumer und Sammler, werden die schweren Erzteilchen an die Wasseroberfläche transportiert und können abgeschöpft werden.

## Garkupfer

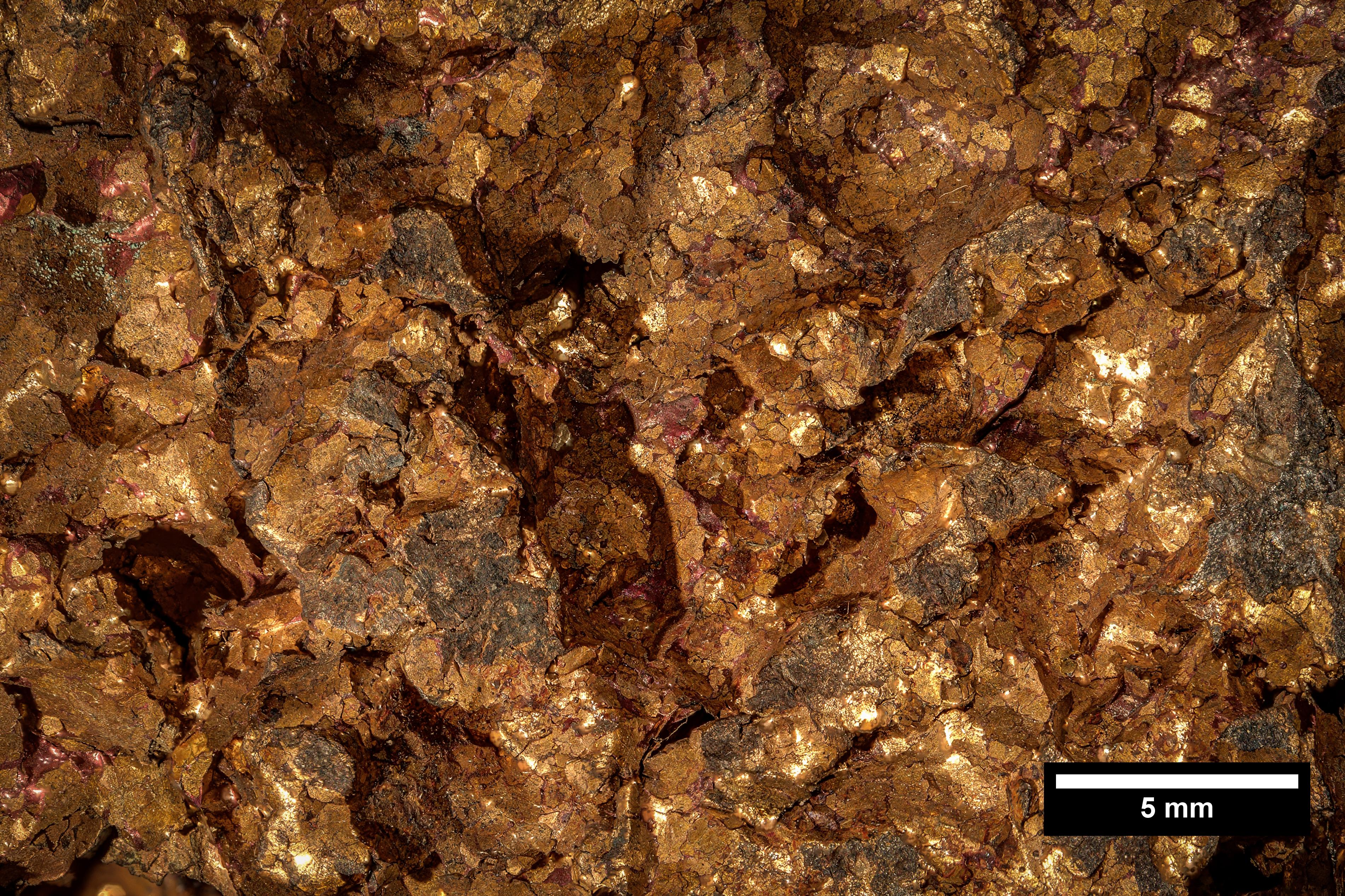
Garkupfer, antimon- und nickelhaltig

Das gereinigte Erz wird in mehreren Schritten in Röstöfen zuerst zu Kupferoxid oxidiert, das dann mit Kupfersulfid (aus dem Erz) zu unreinem „Garkupfer“ reduziert wird, welches einen Reinheitsgrad von etwa 98,5 % besitzt. Das Kupfer für diesen Prozess kann auch ein Nebenprodukt der Edelmetallraffination sein oder aus dem Kupferrecycling stammen.
Für eine ganze Reihe von Produktionsbereichen, z. B. für die Elektroindustrie reicht jedoch die Reinheit von Garkupfer nicht aus, so dass eine weitere Aufbereitung erforderlich wird.

## Elektrolytische Kupferraffination

Bei der elektrolytischen Kupferraffination hängt man Elektrodenplatten aus Garkupfer als Anoden in eine angesäuerte Kupfersulfatlösung. Als Kathoden dienen entweder Bleche aus Reinkupfer, oder Edelstahlbleche (Mount-Isa-Verfahren). Die Elektrolyse wird in großen Elektrolysierwannen, in denen einige hundert Elektroden in Parallelschaltung zusammengeschaltet sind, bei Spannungen von 0,2–0,3 Volt, durchgeführt.
Da der reagierende Stoff an beiden Elektroden Kupfer ist, ist theoretisch keine Zersetzungsspannung nötig. Jedoch steigt die Menge abgeschiedenen Kupfers proportional mit der Spannung. Allerdings führt eine zu hohe Spannung dazu, dass auch die edleren Metalle oxidiert werden und somit das Kupfer an der Kathode wieder verunreinigt wird.
Bei der Elektrolyse laufen folgende Prozesse ab: An der Anode erfolgt eine Oxidation des Kupfers und aller unedleren Metalle, so dass die Kupferionen (Cu2+) und unedleren Metallionen (wie z. B. Ni2+) in Lösung gehen. Verunreinigungen aus edleren Metallen, die ein deutlich größeres Normalpotential (E0) als Kupfer besitzen, werden zwar nicht oxidiert, fallen aber, da sich die Anode auflöst, als sogenannter Anodenschlamm zu Boden.
An der Kathode werden diejenigen Kationen der Lösung reduziert (Cu2+), die das größte Bestreben dazu haben, d. h., die das größte Normalpotential (E0) besitzen. Das reine Kupfer scheidet sich an der Kathode ab, während alle unedleren Metallionen wie z. B. Nickel-, Arsen- und Antimon in Lösung bleiben.
Reaktionsgleichungen:

Anodische Oxidation:

{\displaystyle \mathrm {Cu+Zn+Ni+Fe+Te+Ag+Au\longrightarrow } } {\displaystyle \mathrm {Cu^{2+}+Zn^{2+}+Ni^{2+}+Fe^{2+}+Te\downarrow +Ag\downarrow +Au\downarrow +8e^{-}} } 

Kathodische Reduktion:

{\displaystyle \mathrm {Cu^{2+}+2e^{-}\longrightarrow Cu} }

## Vorteile
Der Anodenschlamm bildet ein wertvolles Nebenprodukt. Aus ihm werden in den Kupferhütten durch weitere Aufarbeitungen größere Mengen reines Silber, Gold, Platinmetalle, sowie aus Recyclingmaterial auch andere Edelmetalle gewonnen. Das sehr reine, metallische Kupfer ist weich und duktil.
Gemessen am Marktpreis des raffinierten Metalls ist der Energieaufwand recht gering. Für die Herstellung einer Tonne Reinkupfer beträgt er etwa 250 kWh; die Energiekosten betragen circa ein Hundertstel des Gesamtpreises von rund 6000 US-Dollar pro Tonne Kupfer. Die Gewinnung der Edelmetalle und die Edelmetallpreise sind ein wichtiger Faktor für die Rentabilität.

## Belege
1. ↑  Wolfgang Bergmann: Werkstofftechnik, 456 Seiten, Verlag Carl Hanser Verlag GmbH & CO. KG, ISBN 3446225765.
2. ↑  Kupferpreis auf Börse online abgerufen am 19. Januar 2019